# Sebagena mollis
Sebagena mollis är en fjärilsart som beskrevs av Heinrich Benno Möschler 1886. Sebagena mollis ingår i släktet Sebagena och familjen trågspinnare. Inga underarter finns listade.